# 875-й истребительный авиационный полк
875-й истребительный авиационный полк (875-й иап) — воинская часть Военно-воздушных сил (ВВС) Вооружённых Сил РККА, принимавшая участие в боевых действиях Великой Отечественной войны.

## Наименования полка
За весь период своего существования полк несколько раз менял своё наименование:
- 160-й истребительный авиационный полк;
- 429-й истребительный авиационный полк;
- 875-й истребительный авиационный полк;
- 66-й гвардейский истребительный авиационный полк;
- 66-й гвардейский истребительный авиационный Краснознамённый полк;
- 66-й гвардейский истребительный авиационный Виленский Краснознамённый полк;
- 66-й гвардейский истребительный авиационный Виленский Краснознамённый ордена Суворова полк;
- 841-й гвардейский истребительный авиационный Виленский Краснознамённый ордена Суворова полк;
- 841-й гвардейский авиационный Виленский Краснознамённый ордена Суворова полк истребителей-бомбардировщиков;
- 841-й гвардейский морской авиационный Виленский Краснознамённый ордена Суворова полк истребителей-бомбардировщиков;
- 841-й отдельный гвардейский морской Виленский Краснознамённый ордена Суворова авиационный полк истребителей-бомбардировщиков;
- 841-й отдельный гвардейский вертолётный Виленский Краснознамённый ордена Суворова противолодочный полк;
- Полевая почта 35438.

## Создание полка
875-й истребительный авиационный полк создан путём преобразования 429-го истребительного авиационного полка 11 июня 1942 года.

## Преобразование полка
875-й истребительный авиационный полк 18 марта 1943 года за образцовое выполнение боевых задач и проявленные при этом мужество и героизм на основании Приказа НКО СССР переименован в 66-й гвардейский истребительный авиационный полк

## В действующей армии
В составе действующей армии:
- с 11 июня 1942 года по 3 августа 1942 года, итого — 53 дня,
- с 22 октября 1942 года по 18 марта 1943 года, итого — 147 дней,

Всего 200 дней

## Командиры полка
капитан, майор, подполковник Ковалёв Алексей Родионович, 04.1942 — 07.09.1943

## В составе соединений и объединений
| Период        | Фронт (округ)                        | армия               | корпус                                            | дивизия                                            | примечание                                                 |
| ------------- | ------------------------------------ | ------------------- | ------------------------------------------------- | -------------------------------------------------- | ---------------------------------------------------------- |
| 11.06.1942 г. | Юго-Западный фронт                   | 8-я воздушная армия |                                                   | 220-я истребительная авиационная дивизия           | Як-1                                                       |
| 12.07.1942 г. | Сталинградский фронт                 | 8-я воздушная армия |                                                   | 220-я истребительная авиационная дивизия           | Як-1                                                       |
| 03.08.1942 г. |                                      |                     |                                                   |                                                    | выведен с фронта на доукомплектование и переучивание, Як-1 |
| 06.08.1942 г. | Приволжский военный округ            |                     |                                                   | 16-й запасной истребительный авиационный полк      | г. Аткарск, переучивание на Як-7Б                          |
| 17.09.1942 г. | Резерв Верховного Главнокомандования |                     | 1-й истребительный авиационный корпус             | 274-я истребительная авиационная дивизия           | г. Клин, 32 самолёта Як-7Б                                 |
| 22.10.1942 г. | Калининский фронт                    | 3-я воздушная армия | 1-й истребительный авиационный корпус             | 274-я истребительная авиационная дивизия           | г. Клин, 32 самолёта Як-7Б                                 |
| 10.02.1943 г. | Северо-Западный фронт                | 6-я воздушная армия | 1-й истребительный авиационный корпус             | 210-я истребительная авиационная дивизия           | в оперативном подчинении 210-й иад, Як-7Б                  |
| 17.03.1943 г. | Северо-Западный фронт                | 6-я воздушная армия | 1-й истребительный авиационный корпус             | 274-я истребительная авиационная дивизия           | Як-7Б                                                      |
| 18.03.1943 г. | Северо-Западный фронт                | 6-я воздушная армия | 1-й гвардейский истребительный авиационный корпус | 4-я гвардейская истребительная авиационная дивизия | переименован в гвардейский, Як-7Б                          |

## Участие в операциях и битвах
- Воронежско-Ворошиловградская операция — с 28 июня 1942 года по 5 июля 1942 года.
- Сталинградская битва — с 18 июля 1942 года по 2 февраля 1943 года
- Великолукская операция, с 23 ноября 1942 года по 18 марта 1943 года
- Демянская операция, с 15 февраля 1943 года по 28 февраля 1943 года

## Отличившиеся воины полка
- Кирьянов Константин Андрианович, старший лейтенант, командир эскадрильи 875-го истребительного авиационного полка 274-й истребительной авиационной дивизии 1-го истребительного авиационного корпуса 3-й воздушной армии Указом Президиума Верховного Совета СССР 1 мая 1943 года удостоен звания Герой Советского Союза. Золотая Звезда № 930.
- Сыромятников Сергей Васильевич, лейтенант, заместитель командира эскадрильи 875-го истребительного авиационного полка 274-й истребительной авиационной дивизии 1-го истребительного авиационного корпуса 3-й воздушной армии Указом Президиума Верховного Совета СССР 1 мая 1943 года удостоен звания Герой Советского Союза. Посмертно.
- Чернобай Андрей Петрович, заместитель командира эскадрильи 875-го истребительного авиационного полка 274-й истребительной авиационной дивизии 1-го истребительного авиационного корпуса 3-й воздушной армии Указом Президиума Верховного Совета СССР 22 февраля 1943 года удостоен звания Герой Советского Союза. Золотая Звезда № 815.

## Статистика боевых действий
Всего за период существования полком:
| Выполнено боевых вылетов | Потеряно самолётов, всего | Погибло лётчиков всего |
| ------------------------ | ------------------------- | ---------------------- |
| 1404                     | 39                        | 22                     |